# Paradoxul corbului
Paradoxul corbului sau paradoxul lui Hempel a fost propus de logicianul Carl Gustav Hempel în anii 1940 pentru a ilustra o contradicție între raționamentul inductiv și intuiție.
Hempel descrie paradoxul în termenii unor ipoteze: 
- Toți corbii sunt negri.
- Dacă ceva nu este negru, atunci nu este corb.
- Mărul verde nu este negru, deci nu este corb.

În concluzie, observarea unui măr verde crește probabilitatea ca toți corbii să fie negri, chiar dacă, intuitiv, aceste observații nu au nicio legătură între ele.

## Vezi și
- Listă de paradoxuri